# بخش هورگن
بخش هورگن یکی از بخشهای ایالت زوریخ  در کشور سوئیس است.